# 北竜町

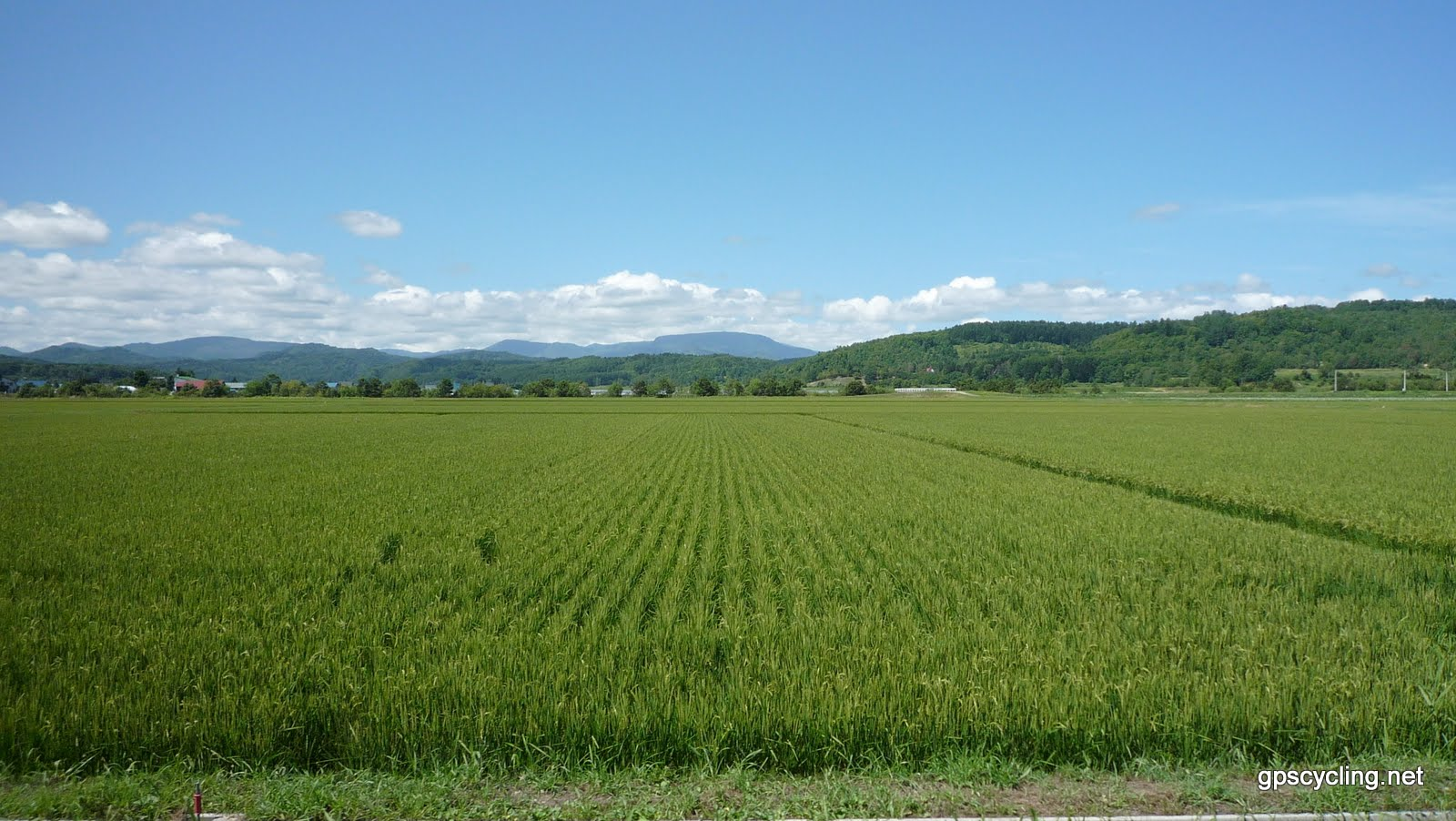
北竜町三谷

北竜町（ほくりゅうちょう）は、北海道の空知総合振興局管内北部にある町。雨竜郡に属する。町名は母村の雨竜村（後の雨竜町）からの分村時にその北に位置することから「北竜」となった。
ヒマワリの作付面積は日本最大規模であり、ヒマワリを中心とした町づくりを行っている。

## 地理
空知地方北部、雨竜川の西岸に位置する。町東部は平野、西部は山岳地帯。
- 山: 暑寒別岳 (1491 m)
- 河川: 雨竜川、美葉牛川（美葉牛地区を流れる）
- 湖沼: 恵岱別ダム

### 隣接している自治体
- 空知総合振興局
  - 雨竜郡：雨竜町、妹背牛町、秩父別町、沼田町
- 留萌振興局
  - 留萌市
  - 増毛郡：増毛町

### 人口
| |                                        |  |
| 北竜町と全国の年齢別人口分布（2005年） | 北竜町の年齢・男女別人口分布（2005年） |  |
| ■紫色 ― 北竜町 ■緑色 ― 日本全国 | ■青色 ― 男性 ■赤色 ― 女性              |  |
| 北竜町（に相当する地域）の人口の推移 \| 1970年（昭和45年） \| 4,617人 \| \| \| 1975年（昭和50年） \| 3,867人 \| \| \| 1980年（昭和55年） \| 3,569人 \| \| \| 1985年（昭和60年） \| 3,266人 \| \| \| 1990年（平成2年） \| 3,009人 \| \| \| 1995年（平成7年） \| 2,785人 \| \| \| 2000年（平成12年） \| 2,562人 \| \| \| 2005年（平成17年） \| 2,376人 \| \| \| 2010年（平成22年） \| 2,193人 \| \| \| 2015年（平成27年） \| 1,981人 \| \| \| 2020年（令和2年） \| 1,724人 \| \| |                                        |  |
| 総務省統計局 国勢調査より |                                        |  |
| 1970年（昭和45年） | 4,617人                                |  |
| 1975年（昭和50年） | 3,867人                                |  |
| 1980年（昭和55年） | 3,569人                                |  |
| 1985年（昭和60年） | 3,266人                                |  |
| 1990年（平成2年） | 3,009人                                |  |
| 1995年（平成7年） | 2,785人                                |  |
| 2000年（平成12年） | 2,562人                                |  |
| 2005年（平成17年） | 2,376人                                |  |
| 2010年（平成22年） | 2,193人                                |  |
| 2015年（平成27年） | 1,981人                                |  |
| 2020年（令和2年） | 1,724人                                |  |

### 消滅集落
2015年国勢調査によれば、以下の集落は調査時点で人口0人の消滅集落となっている。
- 北竜町 - 字なし地域

## 沿革
- 1857年 (安政4年) 松浦武四郎が雨竜川から北竜を船で探索する。
- 1899年 (明治32年) 雨竜郡雨竜村（現・雨竜町ほか）から分村、雨竜郡北竜村となる。役場は現在の沼田町北竜の位置に開設。
- 1914年 (大正3年) 雨竜郡上北竜村（現・沼田町）が分村。
- 1915年 (大正4年) 二級町村制のもとで北竜村となる。
- 1943年 (昭和18年) 北竜、恵比島の2地区が沼田村（現・沼田町）に編入。
- 1944年 (昭和19年) 役場が和地区に移転新築。
- 1961年 (昭和36年) 町制施行、北竜町となる。
- 1995年（平成7年）北竜温泉開湯。

## 経済
北竜町の基幹産業は農業である。北竜町は2019年時点でヒマワリの作付面積日本一であり、種子は食用油などに加工することもある。その他に畑作では青肉のメロンなどを栽培している。また稲作も行っており、21世紀に入ってからはななつぼしなどを中心に作付けしている。

### 農協
- きたそらち農業協同組合（JAきたそらち）北竜支所

### 金融機関
- 北空知信用金庫北竜支店

### 郵便局
- 和郵便局
- 碧水郵便局

いずれも無集配局であり、集配業務は妹背牛郵便局が担当する。

### 宅配便
- ヤマト運輸：道北主管支店雨竜センター（深川市）
- 佐川急便：深川営業所（深川市）
- 日本通運：旭川支店（鷹栖町）

## 公共機関

### 警察
- 深川警察署
  - 和駐在所
  - 碧水駐在所

## 教育

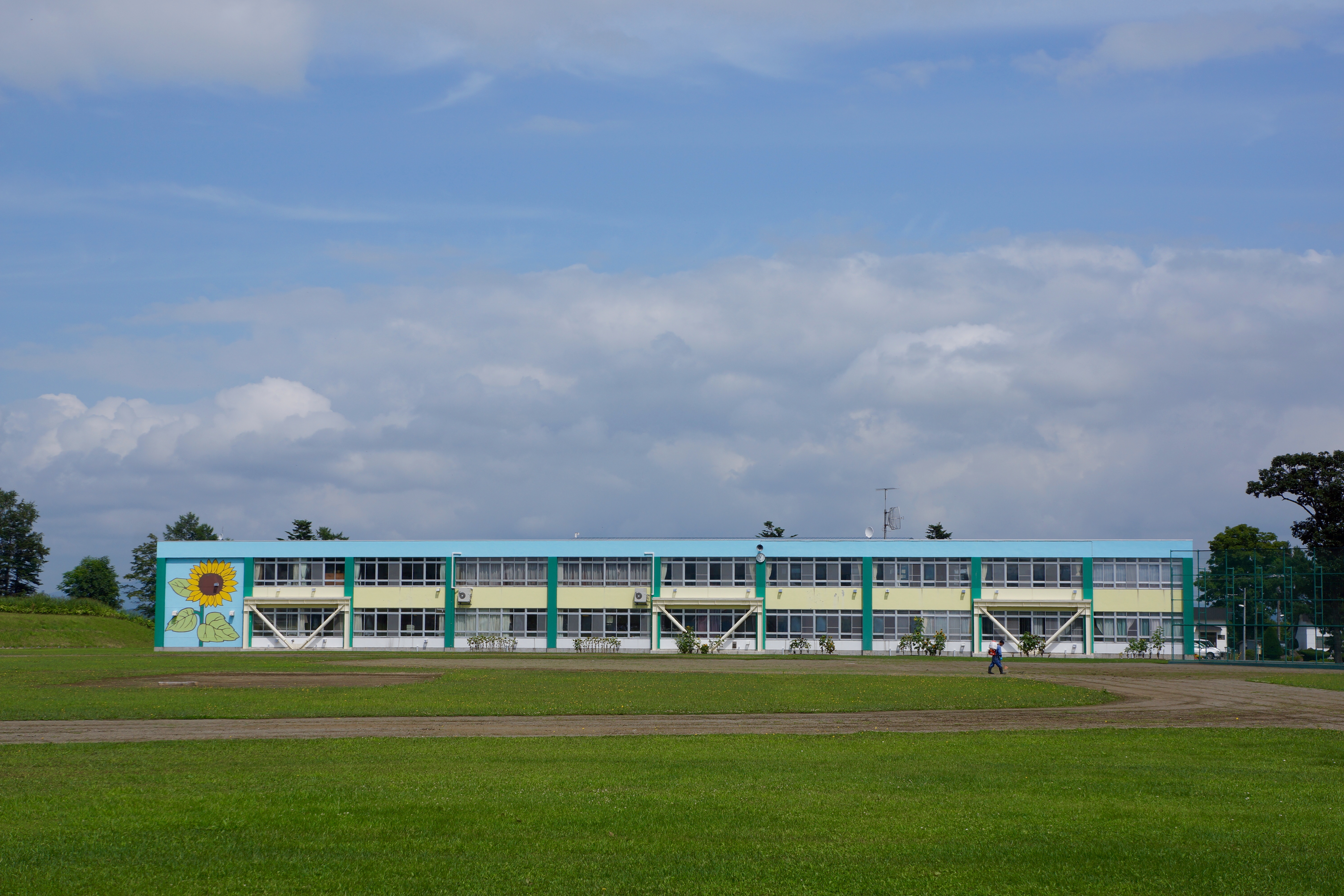
北竜中学校

- 小学校
  - 町立
    - 真竜小学校（しんりゅう）
- 中学校
  - 町立
    - 北竜中学校

## 交通
北竜町はヒマワリで町おこしをしており、道の駅には「サンフラワー」、自動車専用道路のインターチェンジにも「ひまわり」の名前が入っている。

### 空港
- 旭川空港（東神楽町）

### 鉄道
町内を鉄道路線は通っていない。鉄道を利用する場合の最寄り駅は、JR北海道函館本線妹背牛駅。

#### 廃止された鉄道路線
かつては国鉄の札沼線が通っており、町域には和駅、中ノ岱駅、碧水駅の3駅があった。しかし1972年6月19日に廃止されて以来、町内に鉄道は存在しない。

### バス
- 空知中央バス

和線
- 北海道中央バス

高速るもい号
- 道北バス・沿岸バス

留萌旭川線
- 北竜町（自家用有償旅客運送）

北竜町営 北竜追分線

### 道路
- 自動車専用道路
  - E62 深川留萌自動車道：北竜ひまわりインターチェンジ
  - ※北竜ひまわりICは町の北部にあるため、町の中心部へ向かう場合は沼田IC・深川西ICや、道央自動車道の滝川ICなどの方が便利な場合もある。
- 一般国道
  - 国道233号 美葉牛峠
  - 国道275号
- 都道府県道
  - 北海道道94号増毛稲田線
  - 北海道道428号奥美葉牛沼田線
  - 北海道道565号和停車場線
  - 北海道道1068号留萌北竜線
- 道の駅
  - 道の駅サンフラワー北竜

## 名所・旧跡・観光スポット・祭事・催事

### 北竜町指定文化財
- 真竜獅子舞 - 真竜獅子舞保存会

### 観光
| - 暑寒別天売焼尻国定公園 - 北竜温泉 | - ひまわりの里 - ひまわり祭り | - 碧水祭り - ひまわりビールパーティー |

## 出身の有名人
- 高石ともや（フォークシンガー）